# 11 Dywizja Piechoty (austro-węgierska)
11 Dywizja Piechoty (XI. Inf.-Truppen-Div., 11. Inf.-Trup.-Div., 11. ITDiv.) – wielka jednostka piechoty cesarskiej i królewskiej Armii.

## Struktura organizacyjna
W latach 1870–1871 XI Dywizja (niem. XI. Truppen-Division) stacjonowała we Lwowie i była podporządkowana generałowi komenderującemu, który stał na czele Komendy Generalnej we Lwowie. W skład dywizji wchodziły dwie brygady:
1 Brygada
- Węgierski Pułk Piechoty Nr 34 we Lwowie,
- Bukowiński Pułk Piechoty Nr 41 we Lwowie,
- Czeski Batalion Strzelców Polnych Nr 29 w Czerniowcach,
- Komenda Rezerwowa Galicyjskiego Pułku Piechoty Nr 24 razem z 4. i 5. batalionem w Kołomyi,
- Komenda Rezerwowa Bukowińskiego Pułku Piechoty Nr 41 razem z 4. i 5. batalionem w Czerniowcach,
- Komenda Rezerwowa Galicyjskiego Pułku Piechoty Nr 58 razem z 4. i 5. batalionem w Stanisławowie[1][2],

2 Brygada
- Pułk Huzarów Nr 8 w Żółkwi,
- Galicyjski Pułk Ułanów Nr 13 w Gródku Jagiellońskim,
- Czeski Batalion Strzelców Polnych Nr 30 we Lwowie,
- Kompania Rezerwowa Czeskiego Batalionu Strzelców Polnych Nr 12 w Przemyślu,
- Kompania Rezerwowa Czeskiego Batalionu Strzelców Polnych Nr 22 w Przemyślu,
- Komenda Rezerwowa Galicyjskiego Pułku Piechoty Nr 10 razem z 4. i 5. batalionem w Przemyślu,
- Komenda Rezerwowa Galicyjskiego Pułku Piechoty Nr 30 razem z 4. i 5. batalionem we Lwowie[1][3].

W 1907 roku w skład dywizji wchodziła:
- 21 Brygada Piechoty,
  - Galicyjski Pułk Piechoty Nr 55 w Tarnopolu i Brzeżanach,
  - Galicyjski Pułk Piechoty Nr 80 we Lwowie (bez 4. batalionu),
- 22 Brygada Piechoty,
  - Galicyjski Pułk Piechoty Nr 15 we Lwowie,
  - Galicyjski Pułk Piechoty Nr 30 we Lwowie (bez 4. batalionu),
  - Galicyjsko-bukowiński Batalion Strzelców Polnych Nr 30 we Lwowie,
  - 14 Oddział Sanitarny we Lwowie[4].

W 1908 roku komendantowi dywizji podporządkowano Pułk Armat Polowych Nr 32 i Pułk Haubic Polowych Nr 11. Oba pułki stacjonowały we Lwowie i pod względem wyszkolenia podlegały komendantowi 11 Brygady Artylerii Polowej.
W 1910 roku Batalion Strzelców Polnych Nr 30 we Lwowie został przeniesiony z 22 do 21 Brygady Piechoty.
W 1912 roku komendantowi 21 Brygady Piechoty podporządkowano nowo utworzony Batalion Saperów Nr 11 we Lwowie, natomiast Batalion Strzelców Polnych Nr 30 został przeniesiony do Steyer i włączony w skład 6 Brygady Piechoty w Salzburgu należącej do 3 Dywizji Piechoty.

## Kadra dywizji
Komendanci dywizji

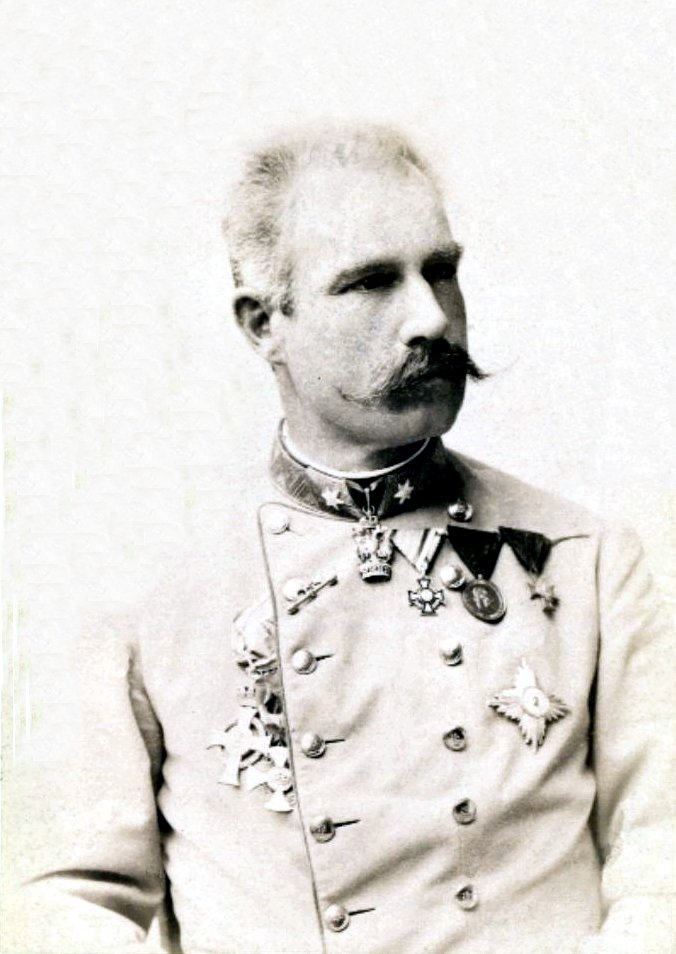
Generał Ludwig Schwitzer von Bayersheim

- FML Hugo Joseph von Weckbecker (1870 – 1871[8])
- GM / FML Joseph Olivier Wallis auf Karighmain (1871 – 1 I 1877 → stan spoczynku[9])
- FML Gustav Greiner (1876 – 1 I 1878 → stan spoczynku[10])
- FML Joseph von Döpfner (1877 – 1882 → prezydent Wyższego Sądu Wojskowego w Wiedniu)
- FML Lamoral Friedrich Wilhelm Maximilian Vincenz Georg von Thurn und Taxis (1882 – 1 VII 1887 → stan spoczynku[11])
- FML Othmar Crusiz (1887 – 1888 → urlopowany)
- FML Joseph von Watteck (1888 – 1891 → komendant 10 Dywizji Piechoty)
- FML Ludwig Fabini (1891 – 1894 → inspektor Armijnej Szkoły Strzeleckiej w Wiedniu)
- FML Ludwig Schwitzer von Bayersheim(inne języki) (1894 – )

- FML Anton Angerholzer von Almburg(inne języki) ( – 1 V 1907 → stan spoczynku[12])
- FML Joseph Tappeiner (1907 – 1 IX 1910 → stan spoczynku[13])
- GM / FML Emil von Wagner (1910[6] – 1 VI 1912 → stan spoczynku[9]
- GM / FML Rudolf Schmidt (1912[14] – 1914 → generał przydzielony komendantowi 5 Korpusu)
- FML Alois Pokorny (V – XI 1914[15] )
- FML Anton Bellmond von Adlerhorst (XI 1914 – VII 1915[15] )
- GM Milan Grubić (VII 1915 – VI 1916[15] )
- GM Rudolf Obauer von Bannerfeld (VI – IX 1916[15] )
- GM / FML Rudolf Metz von Spondalunga (IX 1916 – XI 1918[15] )

Komendanci 1. Brygady / 1 Brygady Piechoty
- GM Eduard Hayduk (1868 – †24 V 1870[16])
- GM Karl Tiller von Turnfort (1870[17] – 1873)
- płk / GM Conrad Mederer von Mederer und Wuthwehr (1873 – )

Komendanci 2. Brygady / 2. Brygady Piechoty
- GM Karl von Drechsler (1868 – 1871[18] → komendant 35 Dywizji Piechoty)
- płk Karl Kirchmayr (1871 – 1872 → komendant 1 Brygady Piechoty 19 Dywizji Piechoty)
- płk / GM Friedrich von Fischer(inne języki) (1872 – 1874 → komendant Szkoły Wojennej w Wiedniu)
- płk Gottfried Hofbauer von Hohenwall (1874 – )

Brygadier XI Dywizji / Brygady Kawalerii
- płk UR. 5 Paul von Hompesch-Bollheim (1869 – 1870 → brygadier XVII Dywizji w Debreczynie[19])
- płk HR. 8 Gustav Greiner (1870[20] – 1871 → komendant Brygady Kawalerii 24 Dywizji Piechoty)
- płk / GM Maksymilian von Rodakowski (I 1872 – I 1874 → komendant 1 Brygady Kawalerii)

Szefowie sztabu
- mjr SG Karl Schmedes (1868 – 1869 → szef sztabu Komendy Generalnej we Lwowie)
- mjr SG August Pfisterer (1871[22] → IR. 69)
- mjr pd SG Karl Fischer von Wellenborn (1871 – 1872 → szef sztabu 2 Dywizji Piechoty w Wiedniu)
- mjr SG Karl Strasser (1872 – 1873 → IR. 31)
- mjr SG Karl Paul (1874 – )